# Serramanna
Serramanna település Olaszországban, Szardínia régióban, Medio Campidano megyében. Lakosainak száma 8596 fő (2023. január 1.). Serramanna Samassi, Sanluri, Villacidro, Villasor, Nuraminis és Serrenti községekkel határos.

## Népesség
A település lakossága az elmúlt években az alábbi módon változott:
| Lakosok száma | 9172 | 9110 | 8596 |
|               | 2017 | 2018 | 2023 |